# 格拉漢姆山
格拉漢姆山（Mount Graham）是美國亞利桑那州葛蘭姆的一座山，位於圖森東北方約70英里（110公里）。
格拉漢姆山高10,720英尺（3,267公尺），是葛蘭姆、科羅納多國家森林和皮納萊尼奧山的最高點。格拉漢姆山也是美國大陸海拔 10,000 英尺（3,048 公尺）以上的最南端的山峰。由於當地人經常用“格拉漢姆山”來指整個山脈，因此山峰本身也經常被稱為“高峰”。
格拉漢姆山是美國本土48州中57座超突出山峰第20高山，也是亞利桑那州5座超突出山峰中的第一高山。